# عبدسلام آمکناسی
عبدسلام آمکناسی (انگلیسی: Abdessalam Ameknassi) کاراتهکا مراکشی است. او در مسابقات کاراته قهرمانی جهان ۲۰۱۸ که در مادرید، اسپانیا برگزار شد، یکی از مدال‌های برنز کومیته ۶۰ کیلوگرم مردان را به دست آورد.
وی در بازی‌های مدیترانه ای ۲۰۱۸ که در تاراگونا، اسپانیا برگزار شد، در کومیته ۶۰ کیلوگرم مردان، مدال طلا را از آن خود کرد.
او نماینده مراکش در بازی‌های آفریقایی ۲۰۱۹ بود که در رباط، مراکش برگزار شد و در کومیته ۶۰ کیلوگرم مردان به مدال نقره دست یافت. وی همچنین در مسابقات کومیته تیمی مردان برنده مدال نقره شد.

## دستاوردها
| سال  | رقابت               | محل               | رتبه بندی | رویداد            |
| ---- | ------------------- | ----------------- | --------- | ----------------- |
| ۲۰۱۸ | بازی‌های مدیترانه ای | تاراگونا، اسپانیا | یکم       | کومیته ۶۰ کیلوگرم |
| ۲۰۱۸ | قهرمانی جهان        | مادرید، اسپانیا   | سوم       | کومیته ۶۰ کیلوگرم |
| ۲۰۱۹ | بازی‌های آفریقایی    | رباط، مراکش       | دوم       | کومیته ۶۰ کیلوگرم |
| ۲۰۱۹ | بازی‌های آفریقایی    | رباط، مراکش       | دوم       | کومیته تیمی       |